# Velen Fanderlik
Velen Fanderlik (uváděn i jako Fanderlík či Fandrlík; 11. února 1907 Praha – 2. února 1985 Trail, Britská Kolumbie, Kanada) byl český skaut z Brna, významný vzdělavatel a metodik, poválečný starosta Junáka, který později sehrál klíčovou roli v organizaci českého exilového skautingu. V civilním životě byl advokátem, zastupoval Československo v mezinárodní komisi pro potrestání válečných zločinců v Norimberku.

## Život
Vyrůstal v Brně. Jeho otec Vladimír byl v blízkém styku se zakladatelem českého skautingu, A. B. Svojsíkem, např. zajišťoval jeho brněnské přednášky, a v letech 1924–1935 vykonával funkci zpravodaje brněnské župy Svazu. Příjmení Fanderlik pochází pravděpodobně z nizozemského Van der Lijk.
Do 2. brněnského skautského oddílu Velen vstoupil ve dvanácti letech společně se svým bratrem Milotou. Skautský slib složili oba na táboře v létě 1920 u potoka Rakovec u Račic. Po absolvování Právnické fakulty Masarykovy univerzity byl v roce 1929 promován na doktora práv. Krátce pracoval jako koncipient, poté si otevřel vlastní advokátní kancelář, většinu volného času nadále věnoval skautingu. Od roku 1926 vedl v Brně skautský oddíl.
V červenci 1925 se s bratrem účastnil Ústřední lesní školy. Skautskému vzdělávání se pak ve skautingu věnoval především a zásadně jej ovlivnil. Zaváděl metodiku práce ve družinách a systém stálých instruktorů lesních škol. Kladl důraz na týmovou spolupráci instruktorů a důkladnou přípravu programu. V roce 1926 vytvořil s dalšími skauty v Brně družinu Mawadani, zaměřenou na skautskou výchovu vedoucích oddílů v lesních školách. Již v roce 1928 vedl Ústřední lesní školu Svazu skautů, byl dlouholetým vůdcem Moravské lesní školy. Od roku 1933 byl zpravodajem Svazu pro lesní školy.
V roce 1936 se stal jedním z prvních činovníků Junáka, který v Gilwell Parku u Londýna dokončil kurz Wood Badge (na rozdíl od prvního čs. absolventa, cestovatele Františka Alexandera Elstnera). Tvrdil přitom, že československé skautské vzdělávání má vyšší kvalitu. Téhož roku byl jmenován docentem skautingu na Tělovýchovném ústavu Masarykovy univerzity v Brně.
Po okupaci Česka nacisty uprchl přes Jugoslávii a Francii do Británie. Působil jako dělostřelecký a osvětový důstojník, později se zapojil do justiční služby čs. exilové armády v Londýně. Tam se v roce 1941 oženil se Stanislavou Zvědělíkovou. I v Anglii vytvářel skautské oddíly z československých uprchlíků.
Po válce byl v hodnosti majora členem týmu gen. JUDr. Bohuslava Ečera jako jeden z vojenských prokurátorů při Norimberském procesu, vyslýchal například K. H. Franka, Kurta Daluega, Joachima Ribbentropa nebo Hermanna Göringa.
V roce 1946 byl na II. sněmu zvolen starostou Junáka. O rok později se účastnil Jamboree míru ve Francii, kde byl zvolen do Světového skautského výboru (v té době sídlícího v Kanadě). Funkci člena výboru zastával v letech 1947–1951.
Byl jedním z prvních emigrantů po únorovém převratu v roce 1948; hranici překročil s manželkou na konci října 1948 nedaleko Železné Rudy, údajně sám poté, co se jeho převaděč ztratil. Po krátkém pobytu v Německu a Londýně, kde organizoval české exilové skauty a skautky, se roku 1953 přestěhoval do kanadského Trailu. Odtud až do své smrti vykonával funkci starosty čs. exilového skautingu a vydával časopis Stopa. Živil se jako malíř a grafik a přednášel sociologii a dějiny umění. V roce 1957 absolvoval University of British Columbia. Přispíval do vysílání Rádia Svobodná Evropa.
Ve velkých politických procesech se skauty v 50. letech (Karel Průcha, Pavel Křivský) byl označován za duchovního vůdce protistátních skautských aktivit; propadl mu majetek a byl degradován na vojína. V Kanadě se jej snažila vystopovat Státní bezpečnost, avšak nikdy se jí to nepodařilo.
V období pražského jara uvítal krátkou obnovu skautské činnosti, avšak do vlasti se nevrátil a od počátku byl k možnosti plné obnovy v rámci komunisty ovládaného státu skeptický; nepřestával věřit v obnovu po pádu komunistického režimu, kterého se však už nedožil.

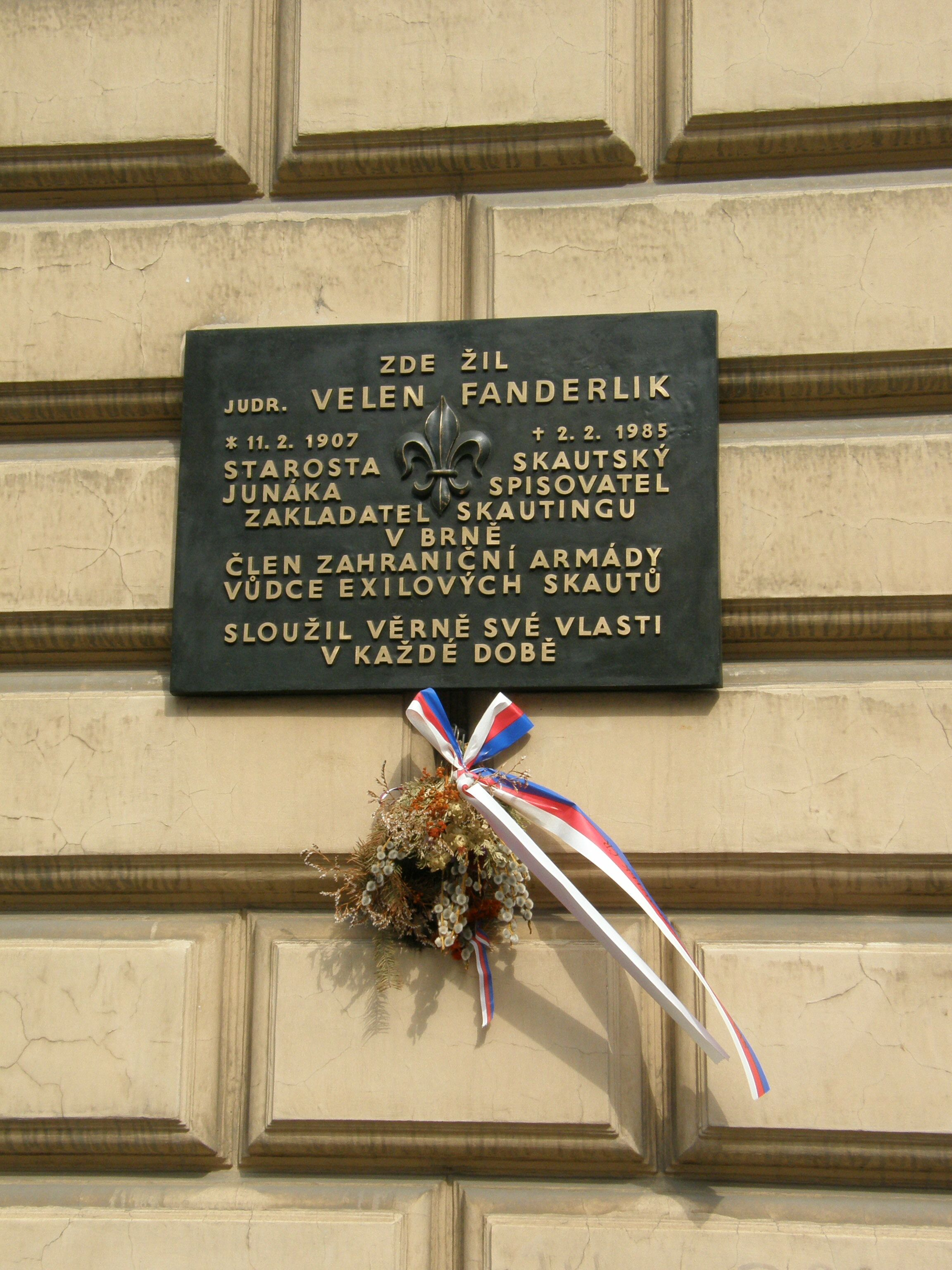
Pamětní deska na Šilingrově náměstí

Jeho jméno nese sdružení bývalých českých odbojářů a exilových skautů, Skautský oddíl Velena Fanderlika. Po sametové revoluci byl v roce 1995 byl in memoriam povýšen do hodnosti plukovníka a byla mu odhalena pamětní deska na Šilingrově náměstí v Brně; v roce 2005 byl in memoriam prohlášen čestným občanem města Brna a v lednu 2021 soudně rehabilitován. Jeho pozůstalost je uložena v archivu University of Nebraska ve městě Lincoln, číslo sbírky Spec MS 123.

## Publikace
- Hry v místnosti: příručka k uvedení her na skautských schůzích a v uzavřených místnostech (1930 spolu s Josefem Štefanem)
- Listy Jurovi, metodika výchovy v junáckém oddíle (1935 jako Listy vůdci, znovu vydáno 1947, 1970 a 1991) – i ve 21. století jedna z nejvydávanějších českých skautských metodických publikací[7]
- Skautská praxe, praktická příručka kapesního formátu (1938, mnoho dalších vydání)
- Skautský vůdce (1934, společně s Bohuslavem Řehákem)
- 600 junáckých a polních her v místnosti i venku (1946)
- Táborové epištoly (první vydání v exilu 1980, druhé vydání 1991 v Praze)